# Gottfried Asselmann

Gottfried Asselmann

Gottfried Karl Wilhelm Asselmann (* 10. August 1851 in Hacheney bei Hörde; † 30. März 1917 in Lübben) war ein deutscher evangelischer Geistlicher und Heimatforscher.

## Leben
Gottfried Asselmann wurde als Sohn des Bergwerksverwalters Gottfried Asselmann und der Auguste Büsche geboren. Er besuchte das Gymnasium in Dortmund, wo er im Herbst 1870 das Abitur erwarb. Er studierte an den Universitäten Marburg und Bonn. Er war Pfarrverwalter in Fürstenberg (angetreten 23. November 1877, bis 1. Februar 1880). Am 2. April 1879 wurde er ordiniert und im gleichen Jahr Hilfsprediger. Von 1882 bis 1889 war er Pfarrer in Sandow, Landkreis Weststernberg. Anschließend wurde er Pfarrer in Schlepzig, Landkreis Lübben, wo er bis zu seiner Emeritierung am 1. Januar 1910 wirkte.
In Schlepzig gründete er 1889 eine ländliche Genossenschaft nach dem Vorbild Friedrich Wilhelm Raiffeisens. 1904 wurde auf seine Initiative ein Denkmal für Johann Georg Hutten auf dem Wussegk bei Schlepzig errichtet. Im selben Jahr war er Organisator der 900-Jahr-Feier Schlepzigs. Asselmann trat auch als Heimatforscher hervor. Besonders beschäftigte er sich mit Paul Gerhardt, dessen Todesdatum (27. Mai 1676) er belegen konnte. Davor wurde oft der Beerdigungstag, der 7. Juni 1676, als Todestag angenommen. Er startete eine Initiative zur Einrichtung eines Paul-Gerhardt-Museums in Lübben – das nicht verwirklicht wurde – und zur Errichtung eines Denkmals für Paul Gerhardt, das von Friedrich Pfannschmidt geschaffen und 1907 enthüllt wurde. Asselmann bemühte sich auch um die Aufklärung der Schicksale vermisster Soldaten des Ersten Weltkrieges.
Am 30. September 1890 heiratete er Antonie Kubale, die Tochter des Pfarrers Friedrich Wilhelm August Alexander Kubale in Wabnitz in Schlesien.

## Werke
- Ein Wort über die neuere Paul-Gerhardt-Literatur und ein Denkmal des Dichters in Lübben. 1889
- Volkssagen aus dem Unterspreewald. Ein Beitrag zur Heimathskunde. [Trowitzsch & Sohn], Frankfurt a. O. 1898
- Wussegk im Unterspreewald und seine Bedeutung für die Kirchen- und Kulturgeschichte des Markgrafthums Niederlausitz. Forschungen zur Heimathskunde insbes. des Lübbener Kreises unter Benutzung ungedr. Quellen. Trowitzsch & Sohn, Frankfurt a. O. 1901
- Zur Erinnerung an G[eorg] A[ugust] Grotefend [1832–1903], Königlichen Geheimen Regierungsrat. Auf Grund von Aufzeichnungen aus seinem Nachlaß mit Porträt und Faksimile. Selbstverlag, Lübben 1904
- Das Hutten-Denkmal auf Wussegk im Unterspreewald bei Schlepzig. In: Evangelisches Kirchenblatt für die Niederlausitz. No. 31–33, 1904
- Paulus Gerhardt und der Unterspreewald. In: Der Reichsbote. Berlin, 23. Februar 1907, 1. Beilage zu Nr. 47
- Ein Gruß an die ländlichen Genossenschaften Raiffeisen’scher Organisation zum Verbandstage in Lübben. 2. Dez. 1908. Richter und Munkelt, Lübben 1908
- Das 300jährige Hohenzollernjubiläum der Grafschaft Mark auf Hohenfyburg. Ein Gedenkblatt. o. O., 1909
- Zur 20jähr. Stiftungsfeier der ländlichen Genossenschaft zu Schlepzig. Lübben 1909
- An Fritz Reuter. Uns’ Fritzing. 1810-7. Nov.- 1910. Richter & Munkelt, Lübben [1910]
- Die Innere Mission und das ländliche Genossenschaftswesen. Vortrag von P. G. Asselmann-Lübben auf der Generalversammlung des Provinzial-Ausschusses für Innere Mission zu Berlin am 7. Dezember 1910. Unger, Berlin [1910–11]
- Die Innere Mission und das ländliche Genossenschaftswesen. Leitsätze. Dr. d. Sonntagsblattes, Berlin [1910]
- Über die letzte Reise der Königin Luise 1810. In: Verein für die Geschichte Berlins: Mitteilungen des Vereins für die Geschichte Berlins. Berlin 1914, S. 36, 37
- Zur Erinnerung an den Herrn Grafen von der Schulenburg. Freien Standesherrn auf Lieberose, gest. 17. Jan. 1911. Lübben 1911
- Vom Totenfest zum Advent. Die Predigt des Sterbenden. Lübben 1911
- Neue Forschungen über den Dichter Paulus Gerhardt. In: Tägliches Unterhaltungsblatt des Reichsboten. Nr. 291, 12. Dezember 1911
- 1815 1915. Auf den deutschen Reichskanzler Fürsten Otto v. Bismarck-Schönhausen, Herzog v. Lauenburg. Ein Gedenkblatt z. 100j. Geburtsjubiläum d. großen deutschen Kanzlers. 1. April 1915. In: Lübbener Zeitung. Nr. 39. 1. April 1915.